# 발달장애
발달장애(發達障碍, 영어: developmental disability)는 주로 발달기에 나타나기 시작하는 정신적 또는 신체적인 장애를 통틀어 가리킨다.
지적장애, 다운 증후군, 전반적 발달장애, ADHD 등이 발달장애로 분류된다. 이 중에서 전반적 발달장애는 자폐 장애, 아스퍼거 증후군, 아동기 붕괴성 장애, 엔젤만 증후군, 레트 증후군 등으로 다시 나뉜다. 대한민국에서는 발달장애인 권리보장 및 지원에 관한 법률의 영향으로 지적장애와 자폐 장애 2개 장애를 발달장애의 유형으로 인정하고 있다.

## 국내법상 발달 장애인만 응시할 수 있는 관련 자격증
- 위키백과 복지 혜택 문서를 참고

## 분류
흔한 발달장애로는 다음과 같은 것들이 있다.
- 지적 장애(Intellectual Disability): 지능의 발달이 지연된다. 현대의학에서는 낮은 지능지수(70 이하)와 적응문제가 있는 경우 진단한다.
- 전반적 발달장애(PDD): 사회적 발달에 관한 장애를 통틀어 가리킨다.
  - 자폐성 장애(Autism): 사회화와 의사소통에 문제를 겪으며, 제한적이고 반복적인 행동을 보인다.
  - 기타 자폐 스펙트럼 장애: 자폐증과 유사하나 진단기준에 맞지 않는 증후군들을 포함한다. 예컨대 아스퍼거 증후군은 사회화에 문제를 겪고 제한적인 관심이 나타나나, 언어와 인지능력의 지체는 비교적 적거나 없다.
- 주의력결핍 과다행동장애(ADHD): 전반적인 주의력 결핍과 충동적 행동을 보인다.

이외에 염색체 이상에 의한 다운 증후군(21번 염색체 수), 취약 X 증후군(X염색체)이나 임신기 문제에 의한 태아 알코올 증후군 등 여러 가지 특정한 발달장애 그룹들이 분류되어 있다.

## 원인
신경계 발달장애는 뇌가 고르게 발달하지 못하는 것으로 설명할 수 있는데 원인은 복합적이다. 가족력, 염색체 이상 등 유전이 작용하기도 하고 기타 미숙아 등의 생물학적 요인과 임신 시의 음주, 부모와 격리된 환경, 성장기 가정 문제 등의 환경적 요인도 원인이 될 수 있다. 어릴 때 발병하는 경우에 부모는 단순히 조금 말을 안 듣는 편이라거나 다른 아이들과는 다르다거나 하는 식으로 생각하지만 나이가 들어서야 확연한 차이가 보이게 되어 인식이 가능하게 되기도 한다. 이러한 인식 부족 때문에 조기 진단이 늦어져 증상이 더 심해지는 경우도 많다.
발달 장애 원인은 다양하며 대부분의 경우 밝혀지지 않았다. 병인학(etiology) 사례에서 원인과 효과 사이의 관계는 명잭하지 않으며, 원인을 범주화하는데 있어 어려움을 준다.
유전 요인들이 발달 장애의 인과관계에 포함되어 있다. 이에 대한 환경 요소도 크며, 자연 대 양육(nature versus nurture)의 논쟁이 수십년 이뤄졌다.
조산(preterm birth)은 아동기 발달 장애의 예측요인으로, 자연 대 양육 문제를 복잡하게 한다.
조산은 더 이른 그리고 오래 지속되는 문제들로부터 발생하였을 수 있다. 둘째, 미성숙한 임신은 폐나 뇌 등의 주요 기관에 손상을 가하였을 수도 있다. 셋째, 이런 손상은 신생아 단계에서 발생할 수 있다. 예를 들어 필수적인 감입 치료(intrusive treatment)로부터 발생할 수 있다. 게다가 적응(adaptation)이나 스트레스로부터 발생한 소진상태(exhaustion)가 발달을 손상시키거나 방해할 수 있다. 또한 고도로 자극적인 병원 환경과 엄마와의 사회적 대인관계 경험 부족 혹은 타인과의 풍부한 대인관계 부족이 위험 수치를 높일 수 있다. 한마디로, 그 자체로 혹은 다른 조합들을 통해 조산 아동의 발달 문제를 일으킬 수 있다.

인과관계에 관한 최근 이론들은 유전 요인에 주목하고 있으며, 1,000개 이상의 유전질환들은 한 증상으로 발달 장애를 포함하고 있다.
7
발달장애는 서구권 인구 중 1-2%에게서 보이지만, 정부 자료들은 통계가 잘못되었다고 알고 있다. 세계 인구 약 1.4%가 발달장애를 가지고 있다. 남성이 여성보다 2배 높으며, 일부 연구자들은 경도 발달 장애의 우세가 가난(poverty)이나 사회적 박탈(social depreivation) 분야에서 우세하며, 특정 민족 내에서도 우세하다는 사실을 밝혔다.

## 증상
보통 언어 사용이나 사회화에 관련한 어려움을 겪는다. 어떠한 객관적 사물에 특이하게 집착하고, 작은 변화에도 쉽게 대응하지 못하며 반복적인 행동을 하기도 한다.
유아기에는 다음과 같은 특징을 보일 수도 있다: 감정표현이 불안정하며 간지럼, 소리 등 특정 자극에 지나치게 반응하고, 규칙적인 것을 좋아한다. 또한 또래 아이들과 비슷하게 놀지 않고 놀이기구나 구기 종목 따위를 즐기지 못할 수 있다. 태어난 지 12개월까지 밤에 잠을 자지 않고, 자주 울며 근력이 떨어지고 감각을 인지하기 어려운 증상을 나타내며, 그 뒤에 막 3세까지는 먹는 음식이 한정되고 새로운 음식에 대한 예민한 반응을 보이는 증상을 나타낸다. 또한 눈의 이상과 사시가 나타날 수 있으며, 걷기 전의 기는 과정이 없거나 짧은 편이다. 다만 이런 증상들은 다른 질병에 의한 것일 수도 있어 구분이 필요하다.
2차 성징이 나타나는 청소년기 이후에는 비정상적인 변태 성욕을 보인다. 스스로를 통제하는 데 어려움을 겪고, 기본적인 상식이 결여되다 보니 정상인으로선 하기 힘든 해괴하고 기상천외한 행동 양상을 보인다. 예를 들면 공공 장소에서 옷을 벗고 자위행위를 한다던지, 타인의 신체 부위를 만지거나 강제로 성행위를 시도함 등을 보인다.
나이에 걸맞는 성장을 보여주는 것이 아닌 나이를 먹어도 뇌수준이 그저 금수 수준에 머무른다는 것이 정상인과의 차이점이다.

## 치료
재활치료로는 약물 치료와 인지 행동 재활훈련, 미술, 음악, 놀이를 통한 재활 등이 있다. 감각의 통합을 돕고 뇌를 자극하는 이런 재활 훈련 프로그램은 효과가 있다. 청각 장애와 뇌성마비, 환경 요인에 의한 장애는 조기 발견과 재활이 장애로 인한 불편함을 줄일 수 있다.
한편, 국내에서는 이런 발달장애자에 대한 복지가 아직까지 미비하여 일반 교육에 발달장애아를 적용하기가 어려운 실정이다. 특수학급 등 전문적인 시설이 부족하여 당사자 및 보호자들의 전폭적 지원이 시급한 상황이다.

## 같이 보기
- 자폐 장애

1. ↑  Improving health outcomes for children and youth with developmental disabilities, A literature review/Surrey Place Services 2013
2. ↑  Finucane, B.(2012) Introduction to special issue on developmental disabilities. National Society of Genetic Counselors, Inc. 749-751.
3. ↑  Anneloes L. van Baar, PhD, Aleid G. van Wassenaer, MD, PhD, Judy M. Briët, PhD, Friedo W. Dekker, PhD, Joke H. Kok, MD, PhD, Very Preterm Birth is Associated with Disabilities in Multiple Developmental Domains, Journal of Pediatric Psychology, Volume 30, Issue 3, April/May 2005, Pages 247–255, https://doi.org/10.1093/jpepsy/jsi035
4. ↑  “OMIM - Online Mendelian Inheritance in Man”. 《omim.org》. 2019년 10월 23일에 확인함.
5. ↑  Larson, Sheryl A.; Lakin, K. Charlie; Anderson, Lynda; Kwak Lee, Nohoon; Lee, Jeoung Hak; Anderson, Deborah (2001). “Prevalence of Mental Retardation and Developmental Disabilities: Estimates from the 1994/1995 National Health Interview Survey Disability Supplements”. 《American Journal on Mental Retardation》 106 (3): 231. doi:10.1352/0895-8017(2001)106<0231:POMRAD>2.0.CO;2. ISSN 0895-8017.
6. ↑  “Enable, Scotland -”.
7. ↑  “Valuing People — A New Strategy for Learning Disability for the 21st Century”. Secretary of State (UK) for Health. March 2001. 16쪽.
8. ↑  "왕의 DNA사건을 통해 우리가 진짜로 들여다봐야 하는 것 2023.08.28일자.